# Franciszek Szwankowski

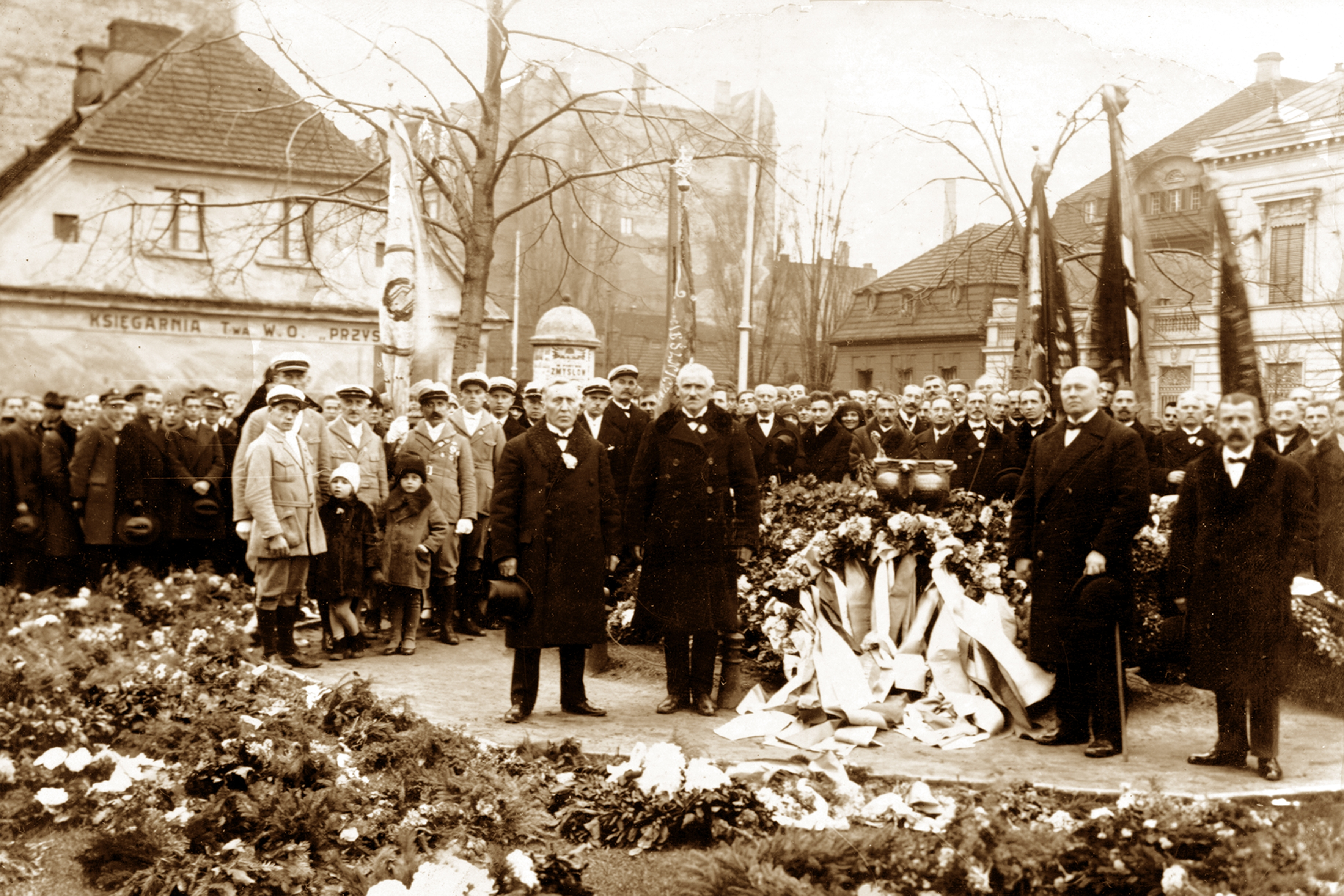
Franciszek Szwankowski podczas uroczystości przy Grobie Nieznanego Żołnierza na placu Katedralnym w Łodzi.

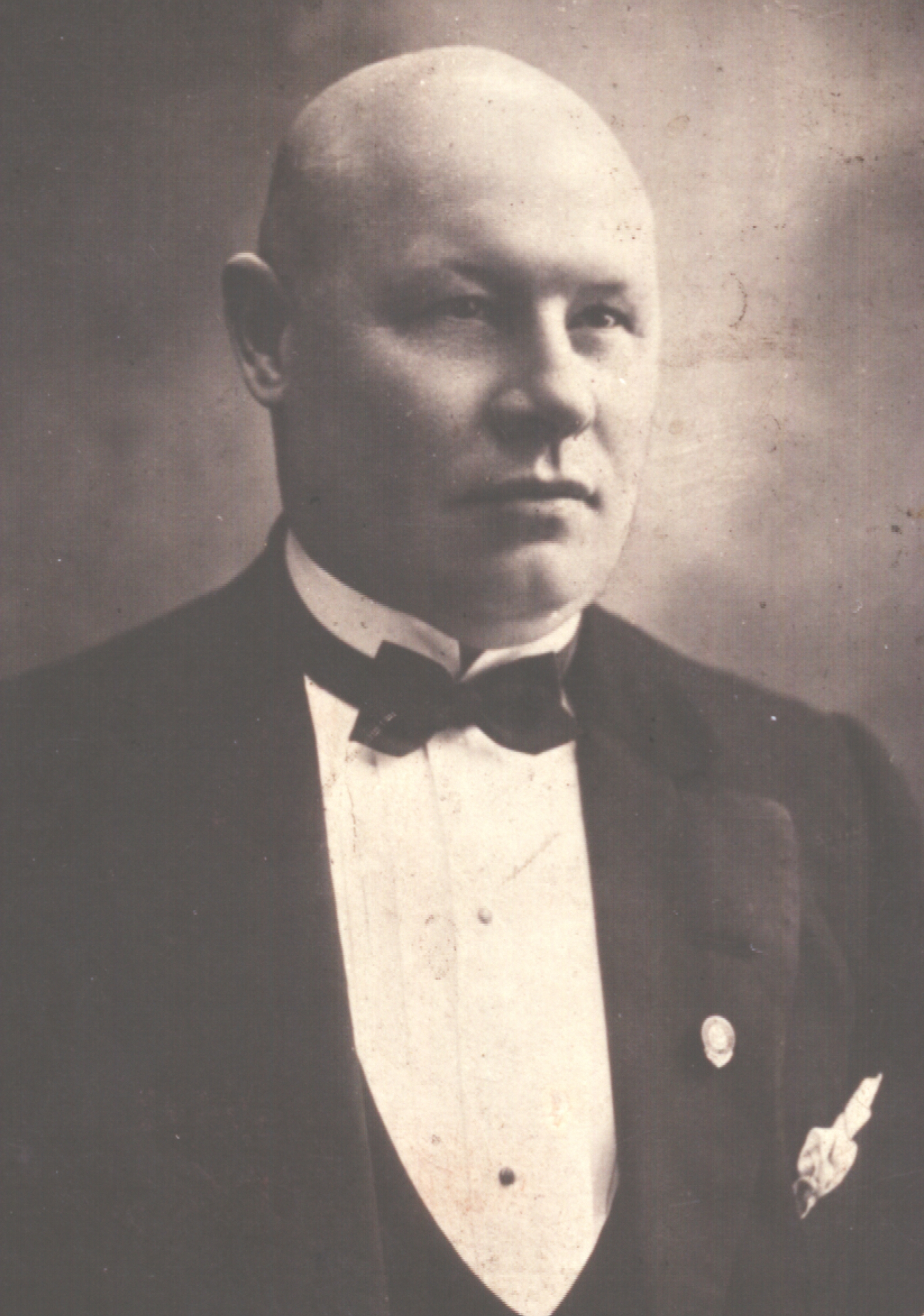
Portret Franciszka Szwankowskiego.

Franciszek Józef Szwankowski (ur. 1 stycznia 1878 w Błaszkach, zm. 23 lutego 1936 w Łodzi) – stolarz, przedsiębiorca i samorządowiec. Radny Rady Miejskiej w Łodzi (1925–1932), właściciel Mechanicznej Fabryki Mebli F. J. Szwankowski, prezes Towarzystwa Rzemieślniczego „Resursa” w Łodzi.

## Życiorys
Urodził się w rodzinie przemysłowca. W młodości ukończył szkołę powszechną w Sieradzu, następnie odbywał praktykę tkacką i stolarską. W Łodzi zamieszkał w 1895 roku. Był założycielem (3 kwietnia 1905) i właścicielem Mechanicznej Fabryki Mebli Stylowych F. J. Szwankowski, która początkowo mieściła się przy ul. Aleksandrowskiej 35 (późn. ul. B. Limanowskiego 35), później ul. Zgierskiej 74, następnie ul. Nawrot 82 oraz al. 1-go Maja 87 w Łodzi.
Był założycielem i wiceprezesem Bałuckiej Kasy Pożyczkowo–Oszczędnościowej. W 1918 został wybrany starszym cechu stolarskiego, funkcję tę pełnił co najmniej do 1927 roku. W 1925, a potem ponownie w 1929 został prezesem Towarzystwa Rzemieślniczego „Resursa”. W 1926 został prezesem i organizatorem i Zarządu Spółdzielczego Banku Rzemieślników Łódzkich. W 1927 założył Wielki Magazyn Mebli Zjednoczonych Stolarzy i Tapicerów Spółdzielnię z Ograniczoną Odpowiedzialnością przy ul. prez. G. Narutowicza 45 w Łodzi, z siedzibą w gmachu PKO.
W 1928 kandydował do sejmu w ramach Bezpartyjnego Bloku Współpracy z Rządem. W latach 1925–1932 był radnym Rady Miejskiej w Łodzi – należał m.in. do komisji finansowo-budżetowej i komisji pracy. Pełnił także funkcję ławnika przy Sądzie Okręgowym Pracy z ramienia pracodawców. W 1929 był kandydatem do Izby Rzemieślniczej – został wybrany prezydentem organizacji w regionie województwa łódzkiego. Pełnił funkcję Prezydenta Izby Rzemieślniczej województwa Łódzkiego w latach 1929, 1930, 1931.
W latach 20 XX w. wybudował kamienicę przy al. 1-go Maja 87 w Łodzi. Do lat 00. XXI w. znajdował się w niej Powiatowy Urząd Pracy.

### Życie prywatne
Pochowany został w części rzymskokatolickiej Starego Cmentarza w Łodzi. Mieszkał przy ul. Nawrot 82, a następnie przy al. 1-go Maja 87 w Łodzi.

## Wyróżnienia
- Złoty Krzyż Zasługi (2-krotnie: 1929[23]; 1931[24]).
- Srebrny medal na wystawie Rzemieślniczo-Przemysłowej w Łodzi (1912) dla Mechanicznej Fabryki Mebli Stylowych F. J. Szwankowski[6].